# Vittorio Piccinini
Vittorio Piccinini (Roma, 31 dicembre 1914 – El Alamein, 25 ottobre 1942) è stato un militare italiano insignito della medaglia d'oro al valor militare alla memoria nel corso della seconda guerra mondiale.

## Biografia
Nacque a Roma il 31 dicembre 1914, figlio di figlio di Carlo e Giulia Rossi. 
Nell'aprile 1933 si arruolò volontario nel Regio Esercito, ed assegnato al Reggimento carri armati venne promosso sergente nel luglio 1935. Nel novembre dello stesso anno partì per la Somalia italiana in forza alla compagnia carri d'assalto "S" mobilitata. Inquadrato nel raggruppamento carri d'assalto del Comando Corpo indigeni della Somalia, partecipò alla guerra d'Etiopia dove rimase ferita nel combattimento di Uadi Korak del 17 aprile 1936. Promosso sergente maggiore nel luglio 1937, fece parte delle truppe del Governo dell'Harar fino al suo ritorno in Italia, luglio 1938. Trasferito dapprima al 4º Reggimento fanteria carrista di stanza a Roma, dopo la promozione a sottotenente in servizio permanente effettivo, conseguita nel novembre dello stesso anno con anzianità 1936, fu trasferito al 1º Reggimento fanteria carrista. Nel novembre 1939 fu assegnato al 33º Reggimento carri della 133ª Divisione corazzata "Littorio", ed assegnato alla 29ª Compagnia del II Battaglione, nel giugno 1940 partecipò alle operazioni belliche sul fronte occidentale. Promosso tenente in agosto, con anzianità 1938, nell'aprile 1941 partecipò all'invasione della Jugoslavia compiendo l'avanzata su Karlovac ed Otocac e quindi su Knin e Mostar. Sostituito nella Divisione il 33° con il 133º Reggimento carri, passò in servizio presso questo ultimo reggimento con il quale partì nel marzo 1942 per l'Africa Settentrionale Italiana. Promosso capitano pochi mesi dopo, assunse il comando della 3ª Compagnia del IV Battaglione e, dopo avere partecipato all'offensiva italo-tedesca dell'estate 1942, raggiunse il fronte di El Alamein, dove nel mese di luglio riportò una seconda ferita nei combattimenti di El Qattara. Il 23 ottobre 1942 iniziò la violenta offensiva lanciata dalle truppe britanniche, ed egli cadde in combattimento due giorni dopo nel corso della seconda battaglia di El Alamein. Fu insignito della medaglia d'oro al valor militare alla memoria.
Una caserma di Roma ha portato il suo nome.